# ディープダイブ・ドバイ
ディープダイブ・ドバイ（Deep Dive Dubai）は、アラブ首長国連邦ドバイにあるダイビング用プール。世界で最も深い水泳用プールであり、深さは60メートル、水量1400万リットルに達する。プール内には水没した都市・自動車などの模型が設置されており、撮影スタジオとしても使用できる。
なお、2021年7月にオープンするまでは、ポーランドのワルシャワにあるディープスポット（en: Deepspot）が世界で最も深い水泳用プールであった。